# Yongin
Yongin (용인시, 龍仁市) est une ville de Corée du Sud, dans la province du Gyeonggi. C'est une ville importante de la région de Séoul. Avec une population de plus d'un million d'habitants, la ville s'est développée brusquement depuis le XXIe siècle, enregistrant la plus forte croissance démographique de toutes les villes du pays. Yongin abrite l'Everland Resort et Caribbean Bay, les parcs d'attractions et les parcs aquatiques les plus populaires de Corée du Sud, tous deux gérés par Samsung Everland. La ville abrite également le Village Folklorique Coréen, le plus grand de son genre.

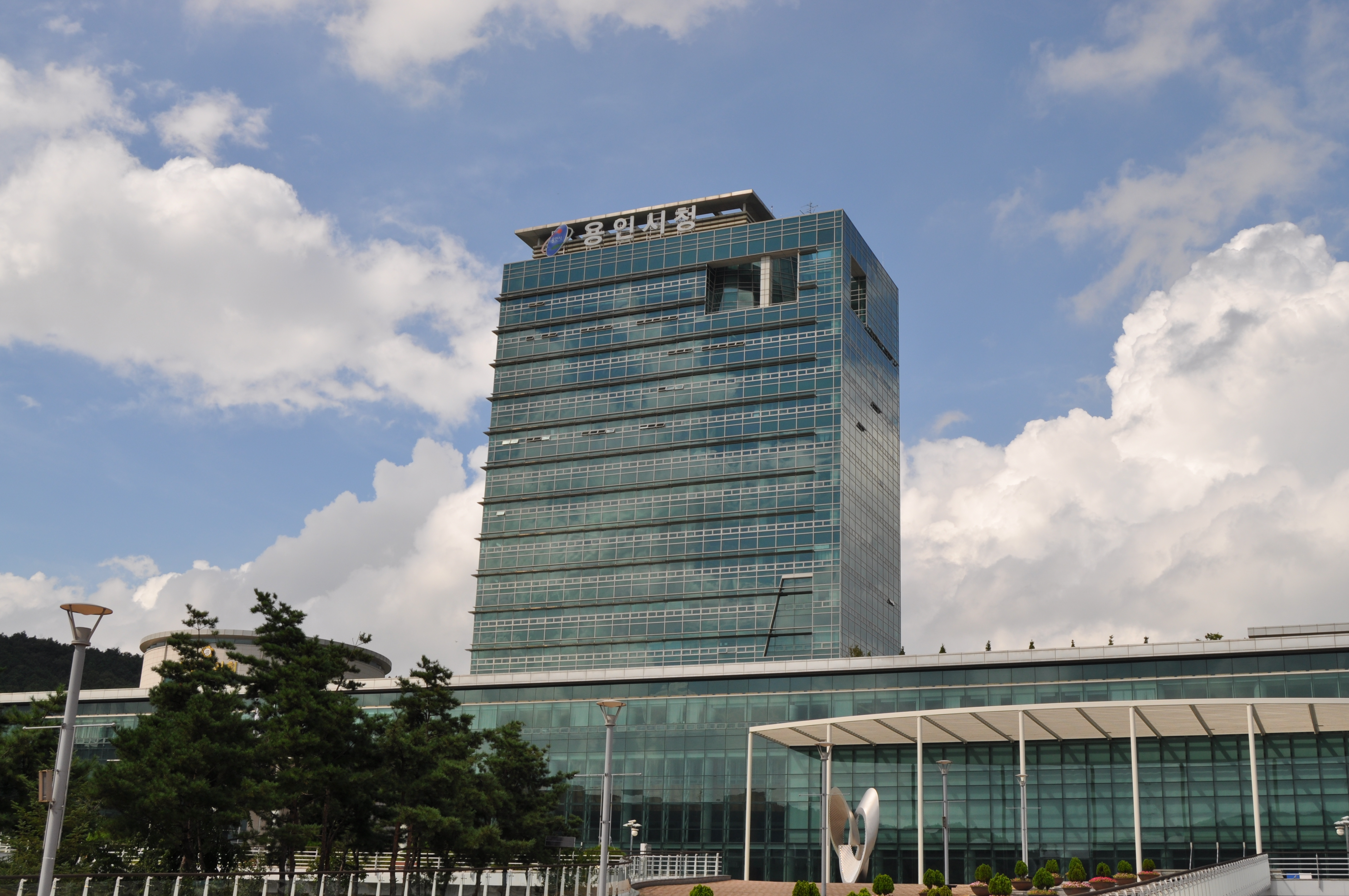
Hôtel de ville de Yongin

## Histoire
Bien qu'il existe des preuves d'établissement humain sur le territoire dès le cinquième siècle, Yongin n'a obtenu le statut de ville qu'en mars 1996.

## Géographie

### Villes limitrophes
| Uiwang          | Gwangju, Seongnam | Gwangju |
| Hwaseong, Suwon | Yongin            | Icheon  |
| Pyeongtaek      | Anseong           | Anseong |

## Éducation
C'est le siège de l'université Dankook depuis 1947.

## Jumelages
- Yangzhou (Chine) depuis 1997
- Fullerton (États-Unis) depuis le 23 janvier 2003
- Kota Kinabalu (Malaisie) depuis le 27 août 2003
- Kayseri (Turquie) depuis le 21 avril 2005
- Fergana (Ouzbékistan) depuis le 20 février 2008
- Redland City (Australie) depuis le 25 juillet 2008

## Personnalités liées
- Cheon Myeong-kwan, écrivain
- Changbin, membre du groupe Stray Kids
- Lee Jong-suk, modèle et acteur
- Song Min-ho, membre du groupe Winner de la YG Entertainment
- Park Hyung-sik, membre du boy band sud-coréen ZE:A

## Attractions
- Parc d'attractions Everland
- Village folklorique coréen